# Ectopsocus briggsi
Ectopsocus briggsi is een soort van Psocoptera uit de familie Ectopsocidae die voorkomt in Groot-Brittannië en Ierland. Het is bruin-oranje van kleur. 

## Kenmerken
Ectopsocus briggsi heeft een lengte van 1,5 tot 2 mm. Deze stofluis heeft opvallende donkere vlekken op de voorvleugels. De mannetjes hebben altijd vleugels die langer zijn dan het achterlijf (macropteer), maar de vrouwtjes komen voor in zowel lange als kortvleugelige (brachyptere) vormen.

## Verspreiding
Ectopsocus briggsi komt voor in Europa, Amerika, Zuid-Afrika, Australië, Nieuw-Zeeland en sommige Aziatische landen.